# Росс, Чарльз Бенджамин
Чарльз Бе́нджамин Росс (англ. Charles Benjamin Ross; 27 декабря 1876, Парма, Айдахо — 31 марта 1946, Бойсе, Айдахо) — 15-й губернатор Айдахо; первый губернатор Айдахо, родившийся на территории штата.

## Биография
Чарльз Бенджамин Росс родился в городке Парма территории Айдахо 27 декабря 1876 года. Получив среднее образование, он занялся фермерством. С 1900 по 1905 годы Росс занимал должность заместителя главы ирригационного района Риверсайд в Айдахо. С 1915 по 1920 годы он был главой коллегии уполномоченных по округу Кэньон. С 1917 по 1922 годы Росс также занимал должность главы управления Айдахо по делам фермеров. Он переехал в Покателло и в 1922 году был избран мэром этого города. Росс занимал эту должность до 1930 года. В 1928 году он неудачно участвовал в губернаторских выборах, однако в 1930 году ему удалось одержать победу от демократической партии. Россу удалось переизбраться в 1932 и 1934 годах.
Чарльз Росс быстро получил репутацию жёсткого управленца. В 1935 году он свернул все программы социального обеспечения, дабы пролоббировать в легислатуре штата принятие налога с продаж. Тем не менее, введение этого постановления не было поддержано на референдуме, проведённом в следующем году. Росс попытался отменить налог на недвижимость, повысив налоги на горнодобычу, пиво, электроэнергию, доход и акционерный капитал корпораций. Кроме того, был принят законопроект о водительских правах, о законодательной инициативе и референдуме, были учреждены природные заповедники. После губернаторства Росс предпринял неудачную попытку занять должность в Сенате. В 1938 году он вновь выставил свою кандидатуру на губернаторских выборах в Айдахо, но также неудачно.
Чарльз Росс был женат на Эдне Ривис, у них было четверо приёмных детей. Росс скончался 31 марта 1946 года в возрасте 69 лет.